# Фесталем
Фестале́м (фр. Festalemps) — коммуна во Франции, находится в регионе Аквитания. Департамент — Дордонь. Входит в состав кантона Монпон-Менестероль. Округ коммуны — Перигё.
Код INSEE коммуны — 24178.

## География

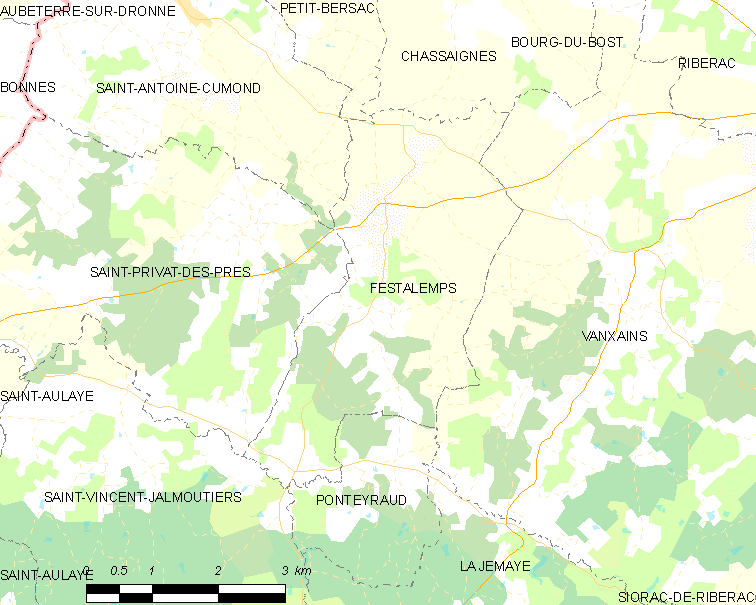
Карта коммуны

Коммуна расположена приблизительно в 440 км к югу от Парижа, в 80 км северо-восточнее Бордо, в 38 км к западу от Перигё.
На юге коммуны протекает река Ризон.

### Климат
Климат умеренный океанический со средним уровнем осадков, которые выпадают преимущественно зимой. Лето здесь долгое и тёплое, однако также довольно влажное, здесь не бывает регулярных периодов летней засухи. Средняя температура января — 5 °C, июля — 18 °C. Изредка вследствие стечения неблагоприятных погодных условий может наблюдаться непродолжительная засуха или случаются поздние заморозки. Климат меняется очень часто, как в течение сезона, так и год от года.

## Население
Население коммуны на 2010 год составляло 254 человека.
| 1962 | 1968 | 1975 | 1982 | 1990 | 1999 | 2010 |
| ---- | ---- | ---- | ---- | ---- | ---- | ---- |
| 348  | 297  | 244  | 246  | 237  | 243  | 254  |

## Администрация
| Период | Период | Фамилия         | Партия       | Примечания |
| ------ | ------ | --------------- | ------------ | ---------- |
| 1953   | 1989   | Жам Перонне     | беспартийный | фермер     |
| 1989   | 2008   | Макс Дебе       | беспартийный | фермер     |
| 2008   | 2020   | Доминик Вильмар | беспартийный | страховщик |

## Экономика
В 2010 году среди 153 человек трудоспособного возраста (15-64 лет) 103 были экономически активными, 50 — неактивными (показатель активности — 67,3 %, в 1999 году было 65,2 %). Из 103 активных жителей работали 89 человек (49 мужчин и 40 женщин), безработных было 14 (3 мужчин и 11 женщин). Среди 50 неактивных 10 человек были учениками или студентами, 29 — пенсионерами, 11 были неактивными по другим причинам.

## Достопримечательности
- Церковь Св. Мартина (XII век). Исторический памятник с 1947 года[5]
- Замок Борд (XV век)

## Фотогалерея

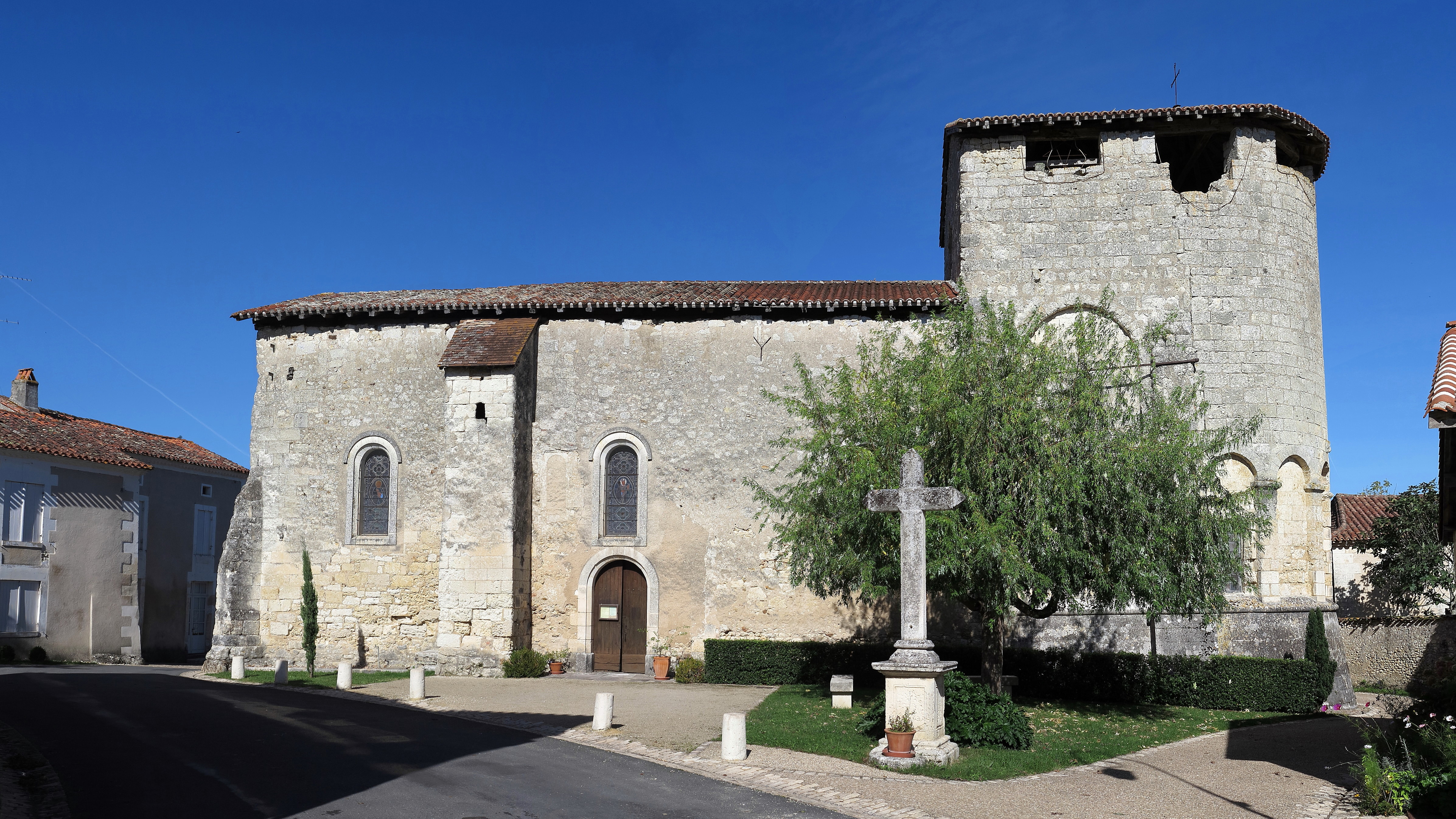
Церковь Св. Мартина
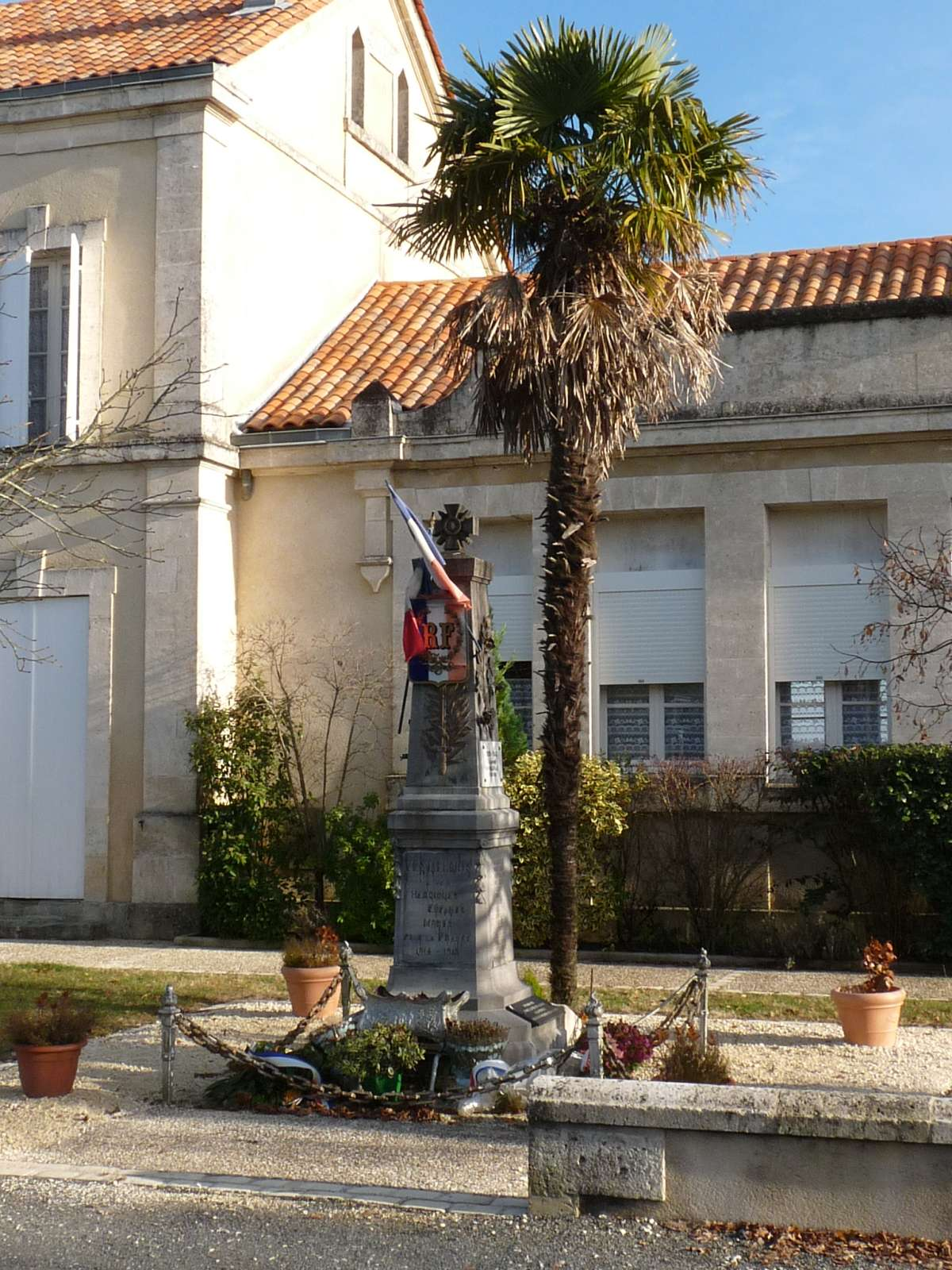
Военный мемориал
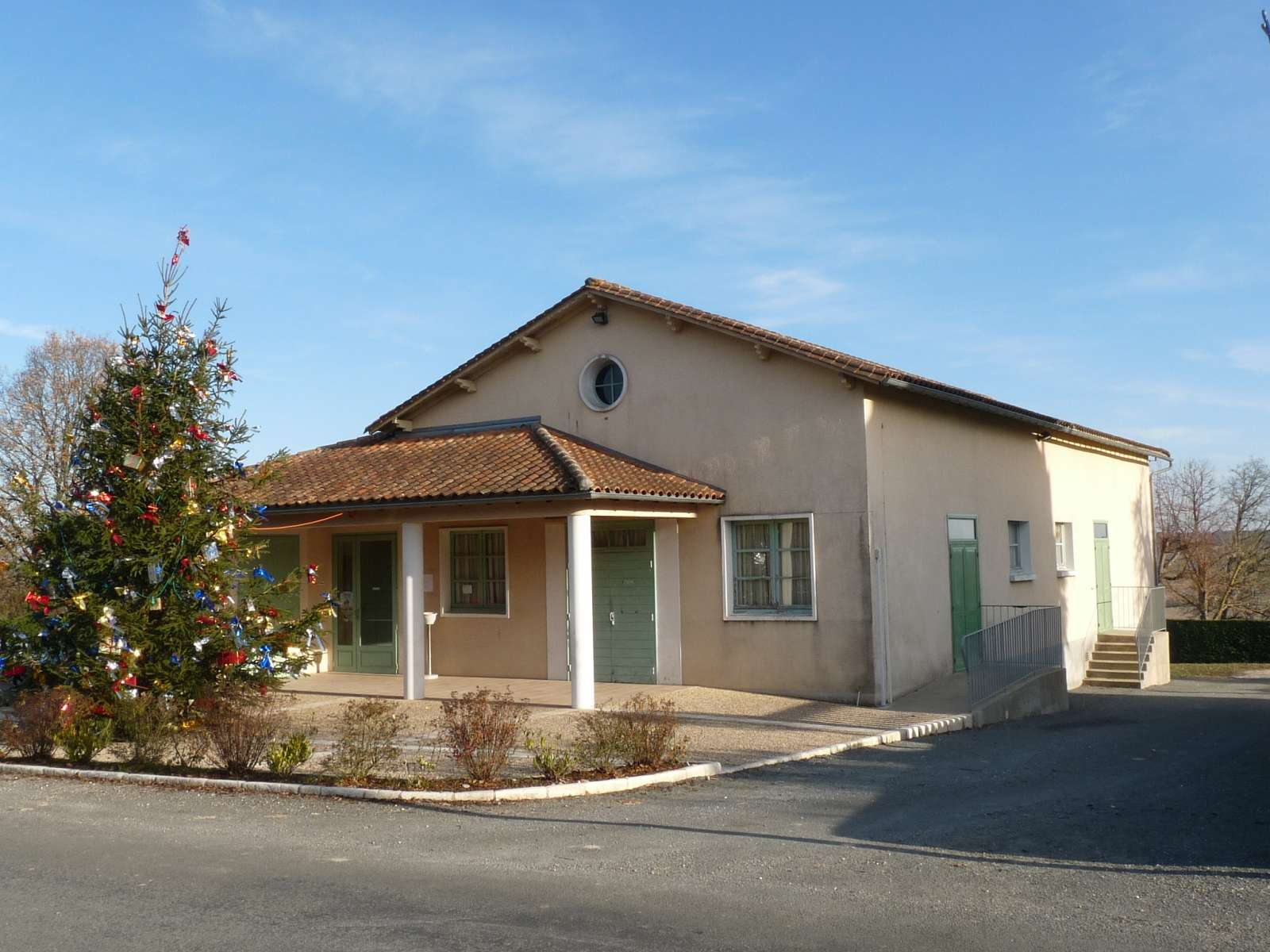
Зал